# Experimenta
Experimenta est une exposition scientifique organisée chaque été à Turin, en Italie, entre 1985 et 2006. À l'été 2009 elle a été relancée au Museo Regionale di Scienze Naturali di Torino.
Chaque année, un sujet différent est choisi :
- en 2004, Survivre: à la nature, au temps, aux autres
- en 2005, Muscles intelligents, entre sport et montagne.

À l'occasion des jeux olympiques d'hiver de 2006 à Turin, une Experimenta a aussi eu lieu durant l'hiver 2005-2006 (avec le même sujet qu'en été).